# تميرا منساه
تميرا منساه هي لاعبة مصارعة حرة أمريكية، حصلت على بطولة العالم في 2019 في وزن 68ك.